# Euseius alangii
Euseius alangii är en spindeldjursart som först beskrevs av Liang och Ke 1981.  Euseius alangii ingår i släktet Euseius och familjen Phytoseiidae. Inga underarter finns listade i Catalogue of Life.